# Maíz escuadrado

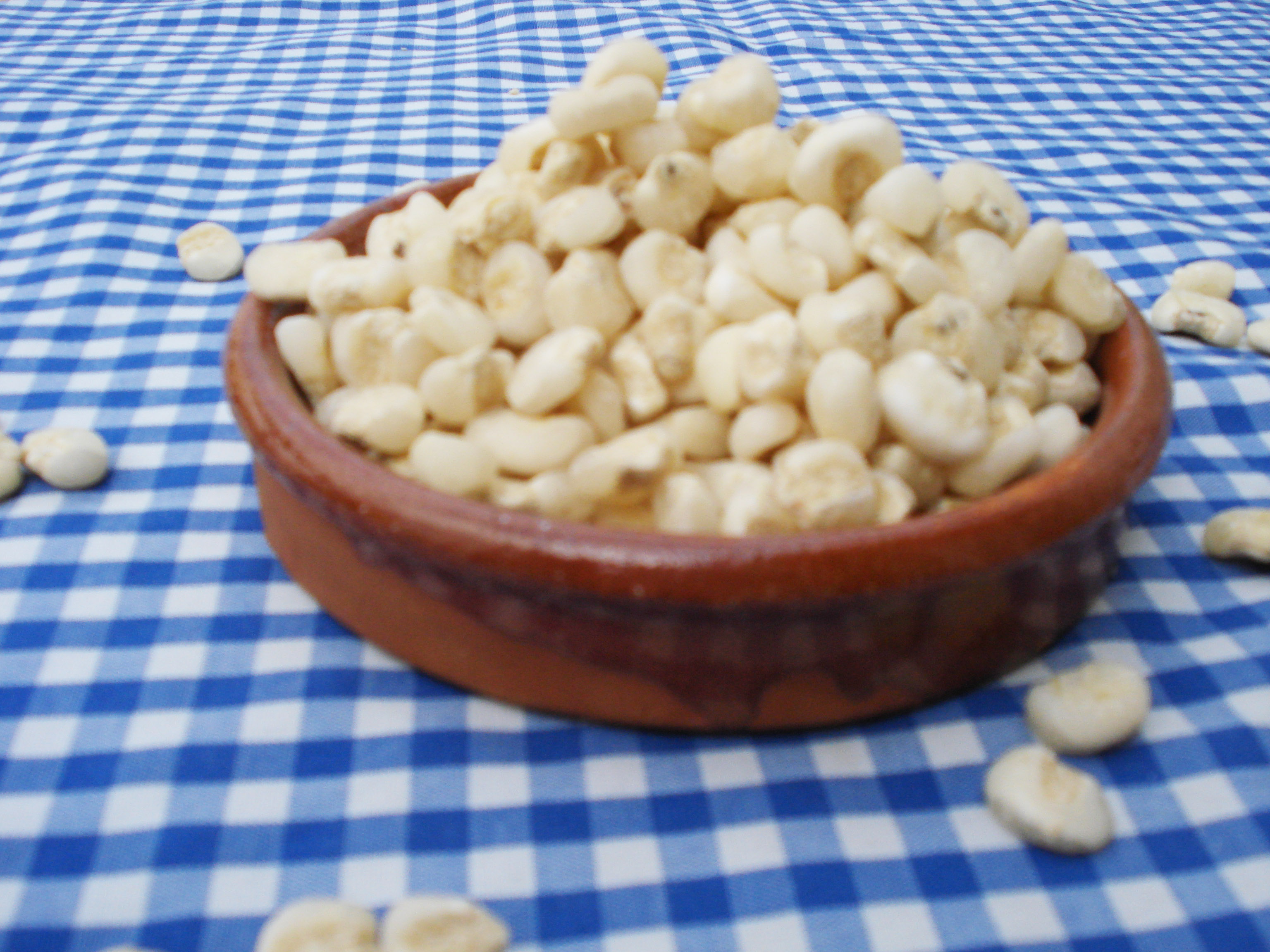
Maíz escuadrado, en seco.

El maíz escuadrado es una comida típica de la comarca catalana del Bergadá, en España.
Proviene de una variedad del maíz característico del Alto Bergadá, de granos blancos y gordos. Estos granos se escuadran –se  saca la cascarilla– y se secan para asegurar una mejor conservación. Antes de ser consumidos, se tienen que dejar a remojo y se tienen que hervir bastante rato. Según el dicho, "un bon blat de moro escairat ha de ser ben porquejat", "un buen maíz escuadrado tiene que ser bien 'encerdado'"; se considera que combina muy bien con productos del cerdo. El cultivo del maíz se introdujo en el Bergadá en el siglo XVIII, y se extendió muy rápidamente gracias a su alto rendimiento y su resistencia al clima de montaña. También  puede haber influido el hecho que los autoridades tardaron a hacer un control fiscal.

## Escuadrado
Para sacar la cascarilla del maíz, se utilizan unos molinos llamados escairadors. Consisten en una muela sobre la cual  rueda un trullo, similar a los de aceite. También se puede escuadrar cociendo los granos con ceniza y rozándolos con los dedos para que  salte la cascarilla.

## Escudilla de maíz escuadrado

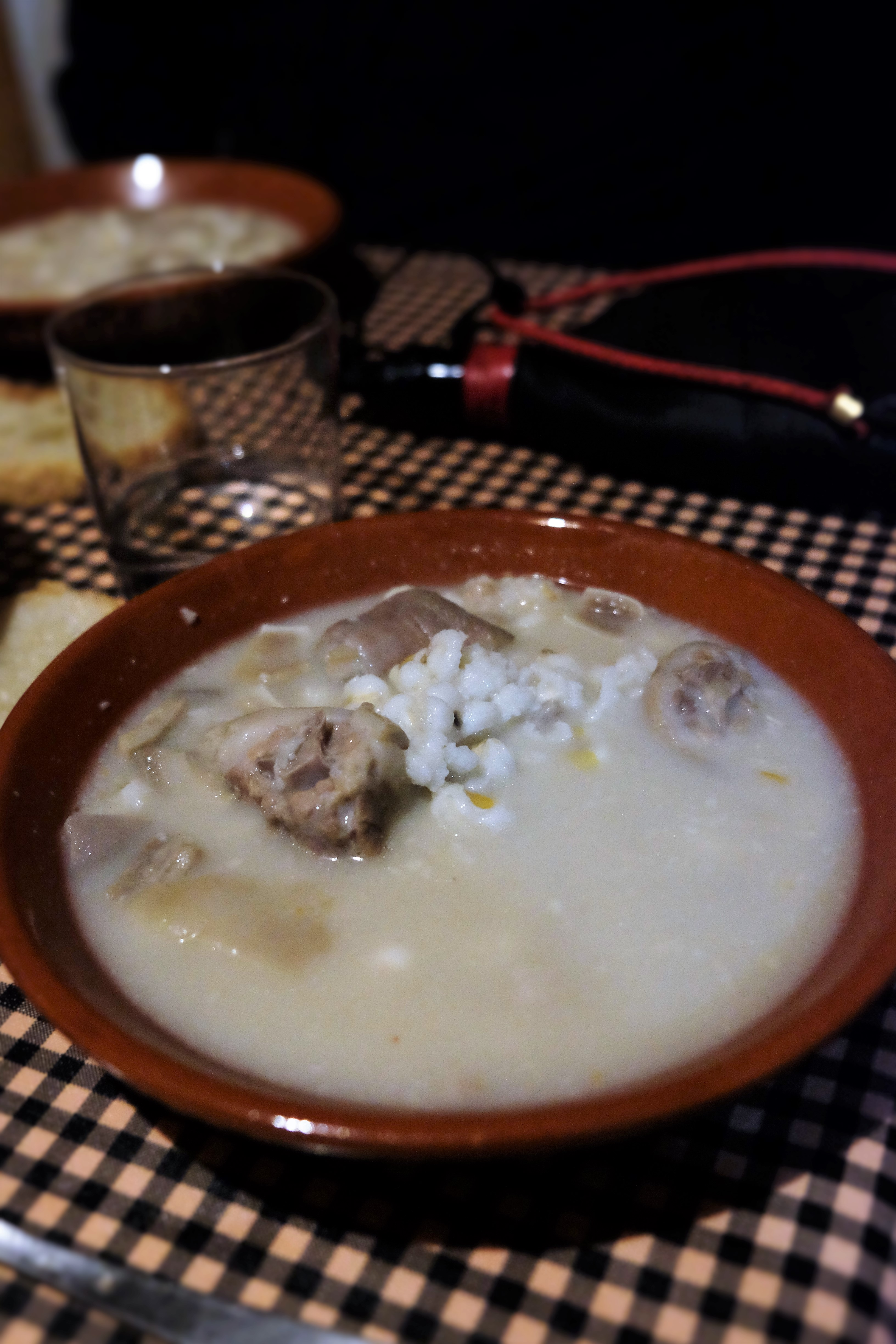
Un plato de escudilla de maíz escuadrado.

Con un caldo hecho casi exclusivamente con cerdo y maíz, se hace el escudilla de maíz escuadrado, la comida típica de Navidad en el Bergadá. Curiosamente, a pesar de ser prácticamente desconocido en otras zonas de Cataluña, este plato es casi idéntico al pozole mexicano. Parece que ambos platos aparecieron simultáneamente en el siglo XVIII, gracias a la llegada en Europa del maíz y del cerdo en México. Otros platos latinoamericanos muy parecidos son el muti pela ecuatoriano, el mote peruano y el locro argentino.
La primera receta de este plato que se conserva es del año 1887, explicada por el masover del Castel de Brocà, al municipio de Guardiola de Berga: "No gastamos cada comida más que cinco céntimos por persona, quedando todos muy bien comidos. Para eso cogemos una olla de asas, y ponemos una cuarta de maíz, un picotí de judías y un hueso de tocino para aliño y hierve que hierve." El año 1989, el cocinero de Gironella Miquel Márquez empezó a promocionar la escudilla de maíz escuadrado como "el plato de la paz". Desde entonces, se reparte gratuitamente a los asistentes a la Feria de la Purísima de Gironella y se ha convertido en una parte esencial de la fiesta.